# Phrynarachne pusiola
Phrynarachne pusiola är en spindelart som beskrevs av Simon 1903. Phrynarachne pusiola ingår i släktet Phrynarachne och familjen krabbspindlar.
Artens utbredningsområde är Madagaskar. Inga underarter finns listade i Catalogue of Life.